# Cowden, Kent
Cowden (engelskt uttal: [kaʊˈdɛn]) är en ort och civil parish i grevskapet Kent i sydöstra England. Orten ligger i distriktet Sevenoaks, cirka 6 kilometer söder om Edenbridge och cirka 8 kilometer öster om East Grinstead. Tätorten (built-up area) hade 222 invånare vid folkräkningen år 2021.